# Брайън (окръг, Оклахома)
Окръг Брайън (на английски: Bryan County) е окръг в щата Оклахома, Съединени американски щати. Площта му е 2442 km², а населението – 36 534 души (2000). Административен център е град Дюрант.